# Carta de la Terra
La Carta de la Terra és una declaració internacional de principis i propostes de tall progressista. La Carta de la Terra afirma que la protecció mediambiental, els drets humans, el desenvolupament igualitari i la pau són interdependents i indivisibles.

## Història
El 1997 es va formar una comissió per al projecte anomenat "La Carta de la Terra". Persones i organitzacions de diferents cultures i sectors van participar en la redacció.
- Promoguda a l'entorn de les Nacions Unides i de les seves organitzacions, ha estat traduïda en més de 30 llengües des del seu llançament l'any 2000. Des de llavors la Carta ha anat guanyant difusió i reconeixement a tots els països.
- La declaració conté un plantejament global dels reptes del planeta, així com propostes de canvis i objectius compartits que poden ajudar a resoldre'ls.
- La Carta de la Terra no pretén ser l'única resposta possible als problemes actuals de la humanitat, i tampoc no és exhaustiva. Això no obstant, en tenir un contingut consistent, treballat, fruit d'un diàleg internacional molt ampli, gaudeix d'acceptació generalitzada.
- S'ha anat desenvolupant un moviment internacional que treballa per posar en pràctica els seus principis. Aquesta xarxa civil global és coneguda com la Iniciativa de la Carta de la Terra.

## La Carta de la Terra avui
Especialment a la darrera dècada, l'opinió pública ha anat concordant amb l'opinió científica que s'acosten canvis dramàtics en els patrons de producció i consum.
Des del naixement del text, i especialment des del 2007, no ha deixat de créixer el suport formal i la legitimitat de la Carta. Han donat suport explícit més de 5.000 organitzacions juntament amb multitud d'adhesions personals directes, configurant un suport global de milions de persones.

## Temes controvertits de la carta de la terra
Com que la Carta de la Terra és una declaració internacional de visions i principis per a un comportament sostenible i solidari en aquest segle, és normal que es produeixin debats o discrepàncies en alguns punts. (Veure el text de la Carta).
Quan la Comissió de la Carta de la Terra va aprovar el 2000 la versió final del document, es va reconèixer que el diàleg global sobre els temes que aborda la Carta havia de continuar.
Els principals temes de controvèrsia:
- L'ecologia a la Carta. El seu concepte a la declaració és més ampli i sincer del que ha estat habitual fins al llançament d'aquesta el 2000. No és una qüestió trivial, tenint en compte que l'ecologia és el pilar fonamental de la Carta de la Terra.
- L'abast de la carta: què és i què no és la carta de la Terra. Hi ha opinions per a les quals el document es queda en posicions excessivament genèriques, i hauria de ser més precís en propostes i mitjans a fer servir. Altres apreciacions recelen de qualsevol concreció de la Carta com a lesiva per a la llibertat personal.
- Les religions, l'ètica, allò espiritual a la Carta. Per primer cop en un document civil internacional, es reconeix la importància de la dimensió espiritual de la vida. La Carta ha suscitat elogis de personalitats religioses com el Papa Joan Pau II o el Dalai Lama. Alhora ha estat objecte de desqualificacions per part del conservadorisme extrem.[cita requerida]
- Altres temes de debat, més concrets: la posició de la Carta respecte a les discriminacions socials per motius de gènere o d'orientació sexual, respecte a l'avortament, i respecte a les polítiques de planificació familiar.